# Леонов, Александр Николаевич (легкоатлет)
Алекса́ндр Никола́евич Лео́нов (род. 7 февраля 1962) — советский белорусский легкоатлет, специалист по тройным прыжкам. Выступал на всесоюзном уровне в 1980-х годах, обладатель серебряной медали чемпионата Европы среди юниоров, чемпион СССР в помещении, победитель первенств всесоюзного и республиканского значения. Представлял Гомель и физкультурно-спортивное общество «Динамо».

## Биография
Александр Леонов родился 7 февраля 1962 года. Занимался лёгкой атлетикой в Гомеле, выступал за Белорусскую ССР и физкультурно-спортивное общество «Динамо».
Первого серьёзного успеха добился в сезоне 1981 года, когда вошёл в состав советской сборной и выступил на юниорском европейском первенстве в Утрехте, где в зачёте тройного прыжка завоевал серебряную награду, уступив только соотечественнику Сергею Ахвледиани.
В 1983 году в той же дисциплине выиграл бронзовую медаль на соревнованиях в Гродно.
В 1985 году занял пятое место на всесоюзном турнире в Сочи.
В 1986 году в тройном прыжке взял бронзу на Мемориале братьев Знаменских в Ленинграде.
В 1987 году одержал победу на международном турнире в Дакаре, с личным рекордом 17,45 был лучшим на турнире в Сочи, показал четвёртый результат на Мемориале братьев Знаменских в Москве, превзошёл всех соперников на всесоюзных соревнованиях в Таллине.
В 1988 году с результатом 17,39 метра победил в тройном прыжке на зимнем чемпионате СССР в Волгограде.
В 1989 году прыгал тройным на зимнем чемпионате СССР в Гомеле и на летнем чемпионате СССР в Горьком, однако в базе данных World Athletics показанные здесь результаты аннулированы, и спортсмен значится дисквалифицированным.